# 指定通院医療機関
指定通院医療機関（していつういんいりょうきかん）とは、心神喪失等の状態で重大な他害行為を行った者の医療及び観察等に関する法律（以下、医療観察法）で地方裁判所より通院決定を下された触法精神障害者などの受け入れができる医療機関である。

## 概要
触法精神障害者のうち重大な犯罪（重大な他害行為）「殺人、放火、強盗、強姦、強制わいせつ、傷害（傷害以外のものは未遂も含まれる）を起こした者のうち、不起訴処分や無罪判決を受けた者の中で、検察官より申し立てを受け、鑑定入院医療機関による鑑定入院の結果、地方裁判所より通院決定を下された者、または指定入院医療機関からの退院許可を受けた者が通院する医療機関で厚生労働大臣が指定する。保護観察所の社会復帰調整官が中心となって作成する処遇実施計画に基づいて、原則として3年間医療を受ける。